# Riama shrevei
Espèce
Synonymes
- Proctoporus shrevei Parker, 1935

Statut de conservation UICN

 LC  : Préoccupation mineure
Riama shrevei est une espèce de sauriens de la famille des Gymnophthalmidae.

## Répartition
Cette espèce est endémique de Trinité-et-Tobago.

## Étymologie
Cette espèce est nommée en l'honneur de Benjamin Shreve.

## Publication originale
- Parker, 1935 : The New Teiid Lizard in Trinidad. Tropical Agriculture, vol. 12, no 11, p. 283.